# Zyrill Fischer
Zyrill Fischer, geboren als Johann Fischer (* 12. Juli 1892 in Schwarzenberg am Böhmerwald, Österreich-Ungarn; † 11. Mai 1945 in Santa Barbara, Kalifornien) war ein österreichischer Franziskanerpater und Widerstandskämpfer.

## Leben
Mit 18 Jahren trat Johann Fischer in die Tiroler Franziskanerprovinz ein und erhielt den Ordensnamen „Zyrill“ (auch lateinisch Cyrill). Nach seinem Theologiestudium wurde er 1918 zum Priester geweiht. Bereits früh setzte er sich in kritischen Schriften und Vorträgen mit Kommunismus, Sozialismus und Nationalsozialismus auseinander. Er arbeitete mit Karl Lugmayer zusammen, den er seit seiner gemeinsam in Schwarzenberg am Böhmerwald verbrachten Kindheit kannte. Lugmayer publizierte Fischers Artikel Wie sieht der Katholik das jüdische Volk?, der sehr positiv zum jüdischen Glauben Stellung bezieht. Fischer schreibt dort: „Den Juden verdanken wir allerwichtigste Glaubenslehren“. 1937 unterzeichnete er auch die von Waldemar Gurian und Karl Thieme verfasste Denkschrift „Die Kirche Christi und die Judenfrage“, die alle Christen, besonders aber den Papst und die römische Kurie dazu aufrief, gegen den zeitgenössischen Antisemitismus und die Judenverfolgung in Deutschland öffentlich Stellung zu beziehen.
Unmittelbar nach dem Anschluss Österreichs an Deutschland vernichtete Fischer seine Unterlagen und floh am 12. März 1938 über Budapest in die USA. Dort traf er auf den ebenfalls emigrierten Franz Werfel und unterstützte ihn bei seinen Recherchen für Das Lied von Bernadette.

## Schriften
- Sozialistische Erziehung, Verlag Typographische Anstalt, Wien 1926
- Kinderfreunde und Rote Falken, Wien 1929
- Die Kinderfreunde-Bewegung in Deutschland, Mönchen-Gladbach 1929
- Die sozialistischen Kinderfreunde in Deutschland, Kevelaer 1930
- Die Nazisozi, Gsur&Co., Wien 1932
- Der Nazispiegel, Gsur&Co., Wien 1932
- Die Hakenkreuzler, Gsur&Co., Wien 1932
- Christus oder Hakenkreuz, Buchhandlung "Verein Volksbildung", Wien o. J. (um 1932)
- Diverse Aufsätze, beispielsweise in Schönere Zukunft.